# Albeta
Albeta település Spanyolországban,  Zaragoza tartományban. Albeta Ainzón, Alberite de San Juan, Borja, Magallón és Bureta községekkel határos. Lakosainak száma 141 fő (2024).

## Népesség
A település lakosságának változását az alábbi diagram mutatja:
| Lakosok száma | 121  | 151  | 139  | 137  | 149  | 153  | 134  | 133  | 144  | 141  |
|               | 2001 | 2004 | 2007 | 2009 | 2012 | 2014 | 2017 | 2019 | 2022 | 2024 |